# Năng lực
Năng lực (tiếng Anh: Ability hay Competency) là khả năng và thực lực mà một tác nhân phải thực hiện các hành động khác nhau để đạt được kết quả. Năng lực là tổng hợp các đặc điểm và thuộc tính tâm lý cá nhân, phù hợp với những yêu cầu đặc trưng của một hoạt động nhất định nhằm đảm bảo hoạt động đó đạt hiệu quả. Năng lực là khả năng, điều kiện chủ quan hoặc tự nhiên sẵn có để thực hiện một hành động nào đó. Năng lực là phẩm chất tâm lý và sinh lý tạo cho con người có khả năng hoàn thành một loại hoạt động nào đó với chất lượng cao. Đây chính là kiến thức, kỹ năng, khả năng và hành vi cần phải có để đáp ứng yêu cầu công việc và là yếu tố giúp một cá nhân làm việc hiệu quả hơn so với những người khác. Sự khác biệt này phụ thuộc vào sự khác biệt giữa hành động và không hành động. Các hành động thường chính là các sự kiện mà một tác nhân thực hiện cho một mục đích và được định hướng từ ý định của người đó, trái ngược với hành vi đơn thuần mang tính bản năng. Theo nghĩa này, năng lực có thể được coi là sức mạnh trí tuệ. 
Năng lực liên quan chặt chẽ đến bí quyết, kỷ xảo, thủ thuật như một dạng kiến thức thực tế về cách hoàn thành một việc gì đó, là khả năng hiện thực hóa một ý tưởng. Nhưng người ta lập luận rằng hai thuật ngữ này có thể không giống nhau vì bí quyết thuộc về khía cạnh kiến thức về cách làm một việc gì đó nhiều hơn và ít liên quan đến khả năng thực sự làm được việc đó. Các thuật ngữ "năng khiếu", tố chất và "tài năng" thiên phú thường đề cập đến những khả năng bẩm sinh vượt trội. Chúng thường được sử dụng để diễn đạt rằng một bản năng gốc nhất định có thể đạt được khi được sử dụng hoặc huấn luyện đúng cách. Các khả năng có được thông qua học tập thường được gọi là kỹ năng. Cụm từ "thiểu năng" thường được sử dụng cho sự thiếu vắng khả năng chung của con người làm suy giảm đáng kể những hoạt động mà một người có thể tham gia và cách một người có thể tương tác với thế giới bên ngoài. Theo nghĩa này, không phải bất kỳ sự thiếu khả năng nào cũng là thiểu năng. Thay vào đó, từ trái nghĩa trực tiếp hơn của "khả năng" là "không có khả năng" (vô năng, bất năng).
Một sự khác biệt quan trọng giữa các năng lực là giữa khả năng chung và khả năng cụ thể. Năng lực chung là những khả năng mà một tác nhân sở hữu độc lập với tình huống của họ trong khi các khả năng cụ thể liên quan đến những gì một tác nhân có thể làm trong một tình huống cụ thể. Vì vậy, trong khi một người chơi đàn piano chuyên nghiệp luôn có khả năng chung để chơi các bản nhạc piano khác nhau, thì họ lại thiếu khả năng cụ thể tương ứng trong tình huống không có đàn piano. Một sự khác biệt khác liên quan đến câu hỏi liệu việc thực hiện thành công một hành động do tình cờ có được tính là có khả năng tương ứng hay không. Theo nghĩa này, một hacker nghiệp dư có thể có khả năng hack tài khoản email của sếp mình một cách hiệu quả, bởi vì họ có thể may mắn và đoán đúng mật khẩu, nhưng không có khả năng minh bạch tương ứng, vì họ không thể làm như vậy một cách đáng tin cậy.
Trong tâm lí học thì năng lực được phân thành nâng lực chung và năng lực chuyên môn. Năng lực chung là những năng lực cơ bản, thiết yếu hoặc cốt lõi, làm  nền tảng cho mọi hoạt động của con người trong cuộc sống và lao động nghề nghiệp. Các năng lực này được hình thành và phát triển dựa trên bản năng di truyền của con người, quá trình giáo dục và trải nghiệm trong cuộc sống, đáp ứng yêu cầu của nhiều loại hình hoạt đông khác nhau. Còn năng lực chuyên biệt là những năng lực được hình thành và phát triển trên cơ sở các năng lực chung theo định hướng chuyên sâu, riêng biệt trong các loại hình hoạt động, công việc hoặc tình huống, môi trường đặc thù, cần thiết cho những hoạt động chuyên biệt, đáp ứng yêu cầu hạn hẹp của một số hoạt động như toán học, âm nhạc, mĩ thuật, thể thao. Năng lực chung và năng lực chuyên biệt được hình thành và phát triển thông qua các môn học, hoạt động giáo dục. Năng lực chung là cơ sở là căn cứ của năng lực chuyên môn. Năng lực chung phát triển thì càng dễ đạt tới năng lực chuyên môn và sự phát triển của năng lực chuyên môn sẽ tác động đến sự phát triển của năng lực chung. 
Năng lực được tích hợp kiến thức, ký năng và thái độ. Năng lực gắn bó chặt chẽ với tính định hướng chung của nhân cách. Qua quá trình hinh thành năng lực phải gắn với luyện tập, thực hành và trải nhiệm các công việc thuộc nghề nào đó và bảo đảm thực hiện có hiệu quả. Năng lực bao gồm cả khả năng chuyển cải tiến kiến thức, kỹ năng, kinh nghiệm và thói quen làm việc vào các tình huống trong phạm vi của nghề. Năng lực của một cá nhân lao động thể hiện ở sự hiểu biết công việc, ở năng suất, hiệu quả đã và đang thực hiện trong nghề hoặc sẵn sàng có thể sử dụng trong tương lai. Năng lực không mang tính chung chung mà khi nói đến năng lực, mà nói một cách cụ thể về một lĩnh vực nào đó. Năng lực giải thích sự khác biệt giữa cá nhân này với cá nhân khác ở khả năng đạt được kiến thức và hành vi nhất định.
Năng lực không bất định vốn là khả năng có thể xảy ra hoặc không xảy ra mà phải biểu hiện ra trong thực tại tức là hiện thực hóa khả năng, tiềm năng và phải có chứng tỏ điều đó.